# Жовнянський Іван

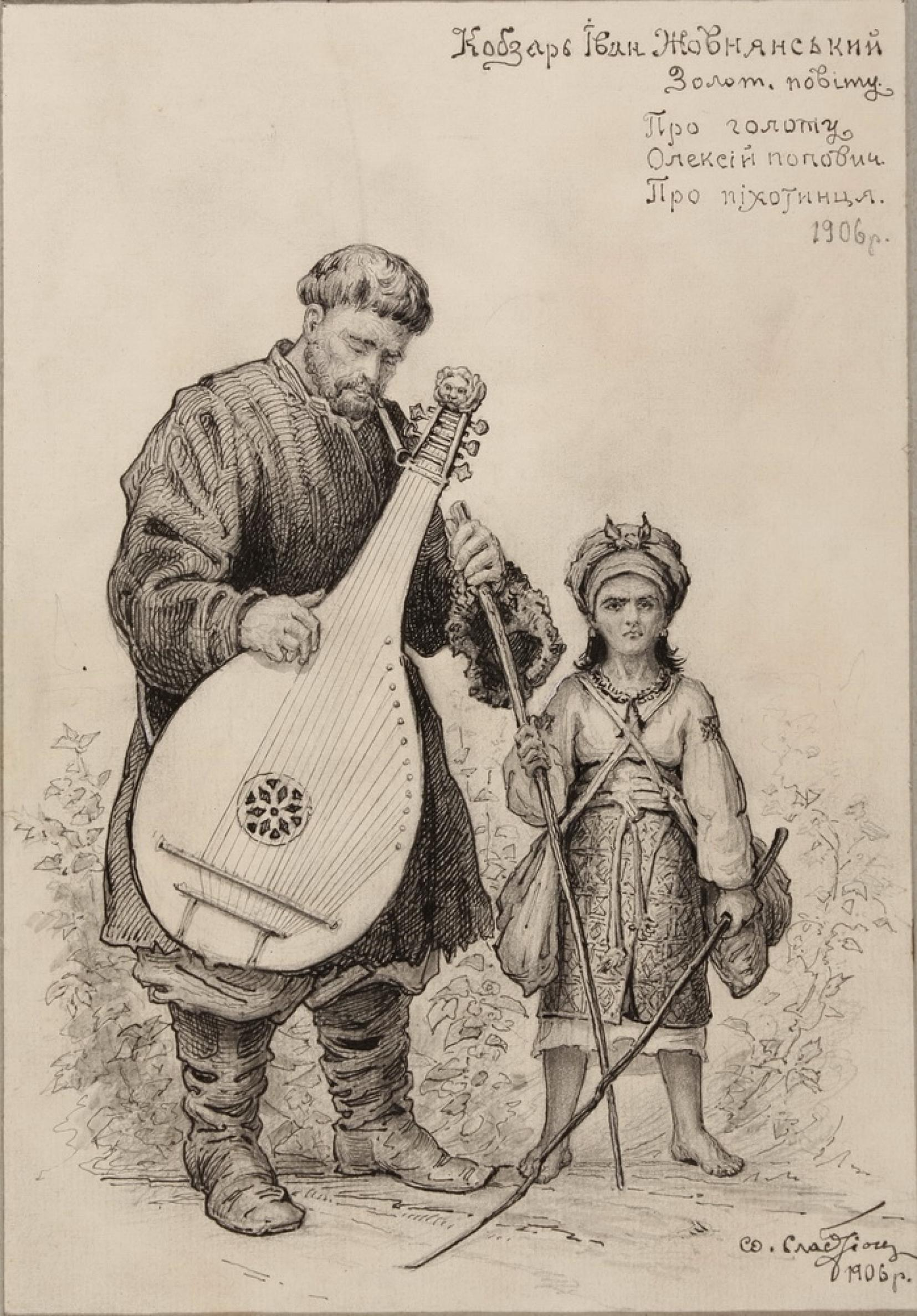
Кобзар Іван Жовнярський — Портрет О. Сластіона з 1906 р.

Іван Жовнянський — кобзар із Золотоніського повіту (Полтавщина).
У 1906 році О. Сластіон, зустрівшись з ним, записав виконувані ним думи й написав його графічний портрет.

### Репертуар
Мав у своєму репертуарі три думи:
1. Козак Голота,
2. «Олексій Попович»,
3. «Втеча трьох братів з Азова».